# Campeonato Mundial de Patinação Artística no Gelo de 1952
O Campeonato Mundial de Patinação Artística no Gelo de 1952 foi a quadragésima terceira edição do Campeonato Mundial de Patinação Artística no Gelo, um evento anual de patinação artística no gelo organizado pela União Internacional de Patinação (em inglês:  International Skating Union) onde os patinadores artísticos competem pelo título de campeão mundial. A competição foi disputada entre os dias 27 de fevereiro e 1 de março, na cidade de Paris, França. Esta foi a primeira edição que foi disputada a competição de dança no gelo em mundiais.

## Eventos
- Individual masculino
- Individual feminino
- Duplas
- Dança no gelo

## Medalhistas
| Evento                        | Ouro                                         | Prata                                          | Bronze                                      |
| Individual masculino detalhes | Dick Button · Estados Unidos                 | James Grogan · Estados Unidos                  | Hayes Alan Jenkins · Estados Unidos         |
| Individual feminino detalhes  | Jacqueline du Bief · França                  | Sonya Klopfer · Estados Unidos                 | Virginia Baxter · Estados Unidos            |
| Duplas detalhes               | Ria Baran · Paul Falk · Alemanha Ocidental   | Karol Kennedy · Peter Kennedy · Estados Unidos | Jennifer Nicks · John Nicks · Reino Unido   |
| Dança no gelo detalhes        | Jean Westwood · Lawrence Demmy · Reino Unido | Joan Dewhirst · John Slater · Reino Unido      | Carol Peters · Daniel Ryan · Estados Unidos |

## Resultados

### Individual masculino
| Pos.              | Nome               | Nacionalidade  | Pontos |
| ----------------- | ------------------ | -------------- | ------ |
| Medalha de ouro   | Dick Button        | Estados Unidos | 7      |
| Medalha de prata  | James Grogan       | Estados Unidos | 19     |
| Medalha de bronze | Hayes Alan Jenkins | Estados Unidos | 21     |
| 4                 | Helmut Seibt       | Áustria        | 25     |
| 5                 | Dudley Richards    | Estados Unidos | 34     |
| 6                 | Carlo Fassi        | Itália         | 44     |
| 7                 | Peter Firstbrook   | Canadá         | 46     |
| 8                 | Alain Giletti      | França         | 57     |
| 9                 | Martin Felsenreich | Áustria        | 66     |
| 10                | Adrian Swan        | Austrália      | 67     |
| 11                | François Pache     | Suíça          | 76     |

### Individual feminino
| Pos.              | Nome                       | Nacionalidade      | Pontos |
| ----------------- | -------------------------- | ------------------ | ------ |
| Medalha de ouro   | Jacqueline du Bief         | França             | 9      |
| Medalha de prata  | Sonya Klopfer              | Estados Unidos     | 21     |
| Medalha de bronze | Virginia Baxter            | Estados Unidos     | 24     |
| 4                 | Suzanne Morrow             | Canadá             | 43     |
| 5                 | Barbara Wyatt              | Reino Unido        | 55     |
| 6                 | Gundi Busch                | Alemanha Ocidental | 59     |
| 7                 | Marlene Smith              | Canadá             | 64     |
| 8                 | Valda Osborn               | Reino Unido        | 65     |
| 9                 | Erica Batchelor            | Reino Unido        | 82     |
| 10                | Vera Smith                 | Canadá             | 90     |
| 11                | Helga Dudzinski            | Alemanha Ocidental | 96     |
| 12                | Patricia Devries           | Reino Unido        | 110    |
| 13                | Eva Weidler                | Áustria            | 123    |
| 14                | Annelies Schilhan          | Áustria            | 132    |
| 15                | Nancy Hallam-Burley        | Áustria            | 129    |
| 16                | Ghislaine Kopf             | Suíça              | 124    |
| 17                | Alida Elisabeth Stoppelman | Países Baixos      | 158    |
| 18                | Jolande Jobin              | Suíça              | 161    |
| 19                | Gweneth Molony             | Austrália          | 170    |
| 20                | Doris Zerbe                | Suíça              | 175    |
| 21                | Liliane de Becker          | Bélgica            | 192    |
| 22                | Nicole Vanderberghe        | Bélgica            | 195    |
| WD                | Tenley Albright            | Estados Unidos     | —      |

### Duplas
| Pos.              | Nome                                | Nacionalidade      | Pontos |
| ----------------- | ----------------------------------- | ------------------ | ------ |
| Medalha de ouro   | Ria Baran / Paul Falk               | Alemanha Ocidental | 9      |
| Medalha de prata  | Karol Kennedy / Peter Kennedy       | Estados Unidos     | 23.5   |
| Medalha de bronze | Jennifer Nicks / John Nicks         | Reino Unido        | 29     |
| 4                 | Frances Dafoe / Norris Bowden       | Canadá             | 31.5   |
| 5                 | Janet Gerhauser / John Nightingale  | Estados Unidos     | 48.5   |
| 6                 | Sylvia Grandjean / Michel Grandjean | Suíça              | 49.5   |
| 7                 | Sissy Schwarz / Kurt Oppelt         | Áustria            | 68     |
| 8                 | Carol Johns / Jack Jost             | Estados Unidos     | 72     |
| 9                 | Jacqueline Mason / Mervyn Bower     | Austrália          | 81     |
| 10                | Peri Horn / Raymond Lockwood        | Reino Unido        | 83     |

### Dança no gelo
| Pos.              | Nome                            | Nacionalidade  | Pontos |
| ----------------- | ------------------------------- | -------------- | ------ |
| Medalha de ouro   | Jean Westwood / Lawrence Demmy  | Reino Unido    | 7      |
| Medalha de prata  | Joan Dewhirst / John Slater     | Reino Unido    | 14     |
| Medalha de bronze | Carol Peters / Daniel Ryan      | Estados Unidos | 23     |
| 4                 | Carmel Bodel / Edward Bodel     | Estados Unidos | 26     |
| 5                 | Lydia Boon / Aadrian van Dam    | Países Baixos  | 35     |
| 6                 | Ilse Reitmayer / Hans Kutschera | Áustria        | 44     |
| 7                 | Catharina Odink / Jacobus Odink | Países Baixos  | 54     |
| 8                 | Albertina Brown / Nigel Brown   | Suíça          | 54     |
| 9                 | Paulin Haffner / Herbert Huber  | Áustria        | 58     |

## Quadro de medalhas
| Ordem | País               | Medalha de ouro | Medalha de prata | Medalha de bronze |    | Ordem por total |
| ----- | ------------------ | --------------- | ---------------- | ----------------- | -- | --------------- |
| 1     | Estados Unidos     | 1               | 3                | 3                 | 7  | 1               |
| 2     | Reino Unido        | 1               | 1                | 1                 | 3  | 2               |
| 3     | Alemanha Ocidental | 1               |                  |                   | 1  | 3               |
| 3     | França             | 1               |                  |                   | 1  | 3               |
| TOTAL | TOTAL              | 4               | 4                | 4                 | 12 | —               |